# Ajhuwa
Ajhuwa là một thị xã và là một nagar panchayat của quận Kaushambi thuộc bang Uttar Pradesh, Ấn Độ.

## Nhân khẩu
Theo điều tra dân số năm 2001 của Ấn Độ, Ajhuwa có dân số 14.421 người. Phái nam chiếm 52% tổng số dân và phái nữ chiếm 48%. Ajhuwa có tỷ lệ 49% biết đọc biết viết, thấp hơn tỷ lệ trung bình toàn quốc là 59,5%: tỷ lệ cho phái nam là 59%, và tỷ lệ cho phái nữ là 38%. Tại Ajhuwa, 18% dân số nhỏ hơn 6 tuổi.